# Душан Митана
Душан Митана био је познати писац у словачкој књижевности друге половине ХХ и почетком XXI века.

## Биографија
Душан Митана рођен је у месту Моравске Љескове 1946. године. После студија уметности у Братислави, где је студирао филм и телевизијску продукцију, радио је као уредник књижевног часописа Ромбоид. Од 1975. године Митана је професионални писац. Познат је и као есејиста, песник и сценариста, а најпознатији као романсијер, новелиста и приповедач. Романи, новеле и приповетке Душана Митане преведени су на све веће европске језике.

## Дела
Списак дела разврстан по књижевним врстама:

### Проза
- Пси дана (1970, 2001)
- Патагонија (1972)
- Ноћне вести (1976)
- У потрази за изгубљеним аутором (1991)
- На прагу (1987)
- Крај игре (1984)
- Словачки покер (1973)
- Промаја (1996)
- Моје родно гробље (2000)
- Крштење ватром (2001)
- Откривање (2005)

### Песме
- Сурове игре (1991)
- Мараната (1996)

### Есеји
- Трагање за изгубљеним аутором (1991)
- Утисци скитнице (публицистички текстови, 1999)
- Христов повратак ("парароман" - документарно-фактографска проза, 1999)

### Сценарија за филмове и ТВ драме
- Школа љубави
- Динамит
- Пуковник Шаберт
- И побећи ћу на крај света